# Álvaro Ortiz (historietista)
Álvaro Ortiz Albero (Zaragoza, 1983) es un historietista e ilustrador español.

## Biografía
Álvaro Ortiz estudió diseño gráfico en la Escuela Superior de Diseño de Aragón e ilustración en la Escuela Massana de Barcelona.
En 2003 ganó el concurso de cómic Injuve y colaboró en el álbum colectivo Tapa Roja, antes de publicar Julia y el verano muerto (2003), que tendría su continuación en Julia y la voz de la ballena (2009), ambas publicadas por Edicions de Ponent; gracias a este último estaría nominado al premio Josep Toutain como mejor autor revelación en el Salón del Cómic de Barcelona en 2010.
En 2010 se autoeditó la historieta muda Fjorden, dibujado durante su estancia en la residencia para artistas Messen de Alvik, en Noruega, y ganó la beca AlhóndigaKomik, que le permitió permanecer durante un año en la Maison des Auteurs de Angoulême para realizar su siguiente obra, Cenizas. Posteriormente participó en la antología Panorama (Astiberri, 2013) y colaboró en el proyecto Viñetas de Vida de Oxfam (Astiberri, 2014) con la historieta "Femmes des fraises" escrita por Isabel Cebrián. En 2014 ve la luz Murderabilia (Astiberri), también publicado en Francia, y en 2015 Rituales, realizado en la Academia de España en Roma, gracias a una de las becas MAEC-AECID.

## Obra
| Fecha                    | Título                                    | Tipo                                                    | Publicación                        |
| ------------------------ | ----------------------------------------- | ------------------------------------------------------- | ---------------------------------- |
| 2004                     | Bajo un centenar de cielos                | Cuento ilustrado, escrito por Miguel Ángel Ortiz Albero | Autoedición                        |
| 1 de diciembre de 2004.º | Julia y el verano muerto                  | Novela gráfica                                          | Edicions de Ponent                 |
| 2005, mayo               | Espaguetis a la carbonara                 | Historieta breve (4 p.)                                 | Dos veces breve n.º 7              |
| 2005, septiembre         | La peor historia del mundo                | Historieta breve (5 p.)                                 | Dos veces breve n.º 8              |
| 2008, enero              | El retrato de Papa Noel                   | Historieta breve (8 p.)                                 | Dos veces breve n.º 13             |
| 18 de junio de 2009      | Julia y la voz de la ballena              | Novela gráfica                                          | Edicions de Ponent                 |
| 2010                     | Fjorden                                   | Novela gráfica                                          | Autoedición                        |
| 2012, agosto             | Cenizas                                   | Novela gráfica                                          | Astiberri                          |
| 2013, mayo               | Derretido                                 | Historieta breve (12 p.)                                | Panorama (Astiberri)               |
| 2014, noviembre          | Murderabilia                              | Novela gráfica                                          | Astiberri                          |
| 2015, noviembre          | Rituales                                  | Novela gráfica                                          | Astiberri                          |
| 2016                     | Dos holandeses en Nápoles                 | Novela gráfica                                          | Astiberri/Museo Thyssen-Bornemisza |
| 2020                     | El murciélago sale a por birras           | Novela gráfica                                          | Astiberri                          |
| 2021                     | Prdro y Maili                             | Novela gráfica                                          | Astiberri                          |
| 2022                     | La pequeña genia y la partida de shatranj | Novela gráfica infantil                                 | Astiberri                          |

## Exposiciones
Colectivas
- 2005 y 2006 En la Frontera.
- Me lo dices o me lo pintas.
- Mira que te cuento.

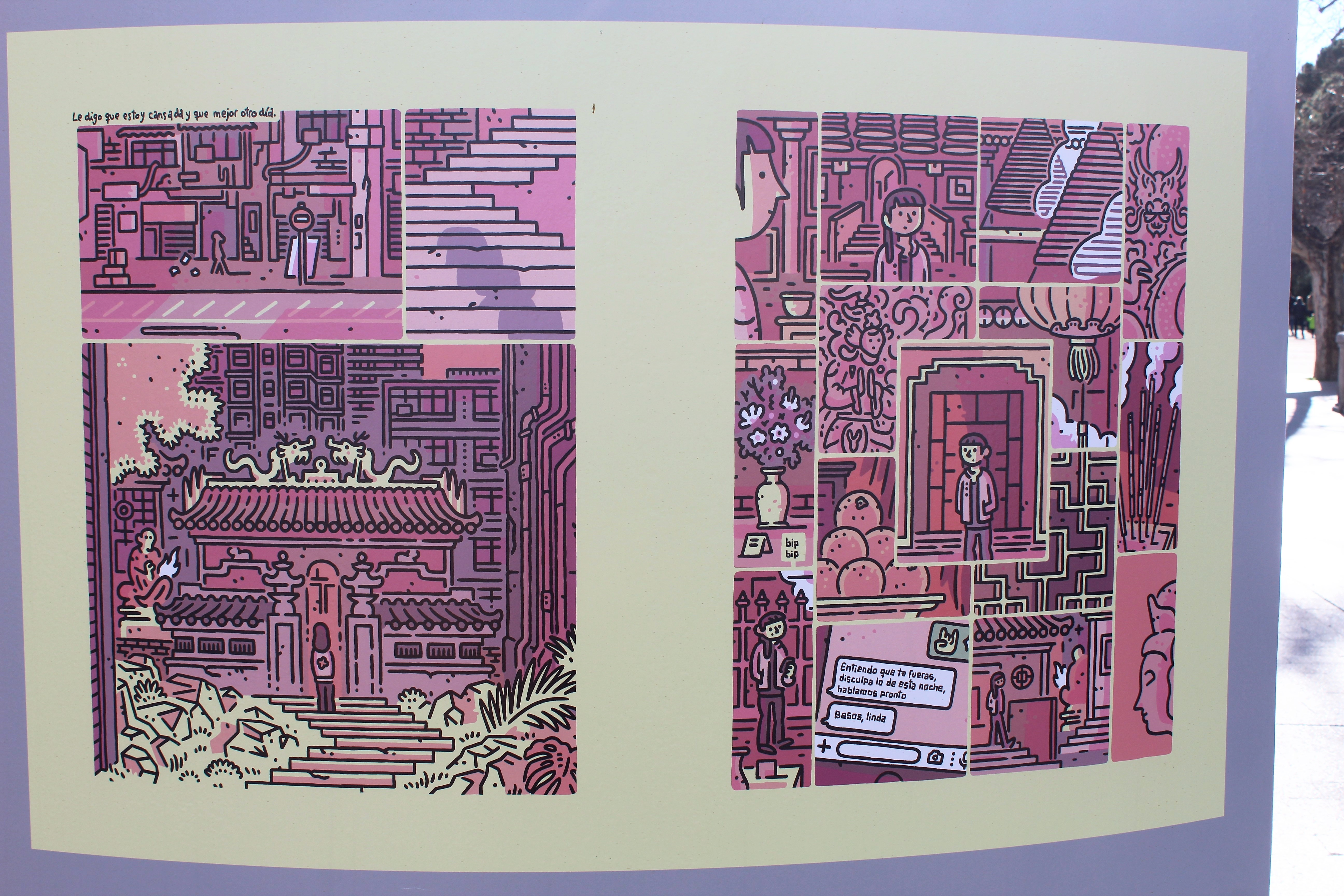
Trabajo de Ortiz en una exposición en la calle.

- El cómic de la democracia española, 1975-2005 (Instituto Cervantes).

En solitario
- 2006: Nonsense.

## Premios y nominaciones
- 2002 y 2003: Premio Injuve
- 2005 y 2006: Premio en la muestra de Arte Joven de Aragón.
- 2008 y 2009: Premio concurso de cómic de la obra social de la Caja Mediterráneo.
- 2010: Nominación como mejor autor revelación en el Salón del Cómic de Barcelona.
- 2013: Premio al mejor guion de historieta realista de los XXXVI Premios Historieta Diario de Avisos 2012.[4]
- 2020: Ganador del concurso de Cartelismo Terras Gauda Francisco Mantecón.[5]